# Раджбари-Садар
Раджбари-Садар (бенг. রাজবাড়ী সদর, англ. Rajbari Sadar) — подокруг в центральной части Бангладеш. Входит в состав округа Раджбари. Образован в 1888 году. Административный центр — город Раджбари. Площадь подокруга — 302,12 км². По данным переписи 1991 года численность населения подокруга составляла 263 555 человек. Плотность населения равнялась 842 чел. на 1 км². Уровень грамотности населения составлял 30 %. Религиозный состав: мусульмане — 88,75 %, индуисты — 11,15 %, прочие — 0,10 %.